# Kordylewskische Wolken

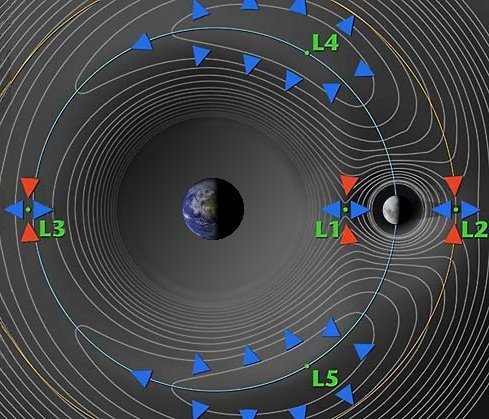
Lagrange-Punkte L4 und L5

Die Kordylewskischen Wolken (nach Kazimierz Kordylewski) – auch Kordylewski Dust Cloud (KDC) – sind Staubwolken in den Lagrange-Punkten L4 und L5 des Systems Erde-Mond. Sie sollen aus Gas und Staubpartikeln bis zu einer Größe von mehreren Zentimetern bestehen. Die Existenz der Kordylewskischen Wolken wurde im Oktober 2018 bestätigt.

## Entdeckung
Der polnische Astronom Kazimierz Kordylewski (* 11. Oktober 1903 in Posen; † 11. März 1981 in Krakau) hatte 1956 visuell erstmals sehr lichtschwache, neblige Objekte beobachtet, die – von der Erde aus gesehen – eine Winkel-Ausdehnung von 2° und die Hälfte der Helligkeit der Lichtbrücke zwischen Zodiakallicht und Gegenschein aufwiesen. 1961 fotografierte er die vermeintlichen Wolken, die inzwischen offensichtlich ihre Ausdehnung und Form verändert hatten. 1967 beobachtete J. Wesley Simpson mittels des Kuiper Airborne Observatory ähnliche Objekte. 1975 wies die Raumsonde Orbiting Solar Observatory 6 ebenfalls neblige Strukturen nach. 
2018 wurden weitere Beobachtungen gemeldet. 
Die Wolken haben von der Erde aus betrachtet eine Ausdehnung von 6°.